# Gabriel Edme
Gabriel Edme, pseudonyme d'Edmond Gabriel Boutouyrie, est un dessinateur humoristique français né le 19 février 1921 à Brive-la-Gaillarde et décédé le 9 février 2009 à Saint-Paul en Corrèze.

## Biographie

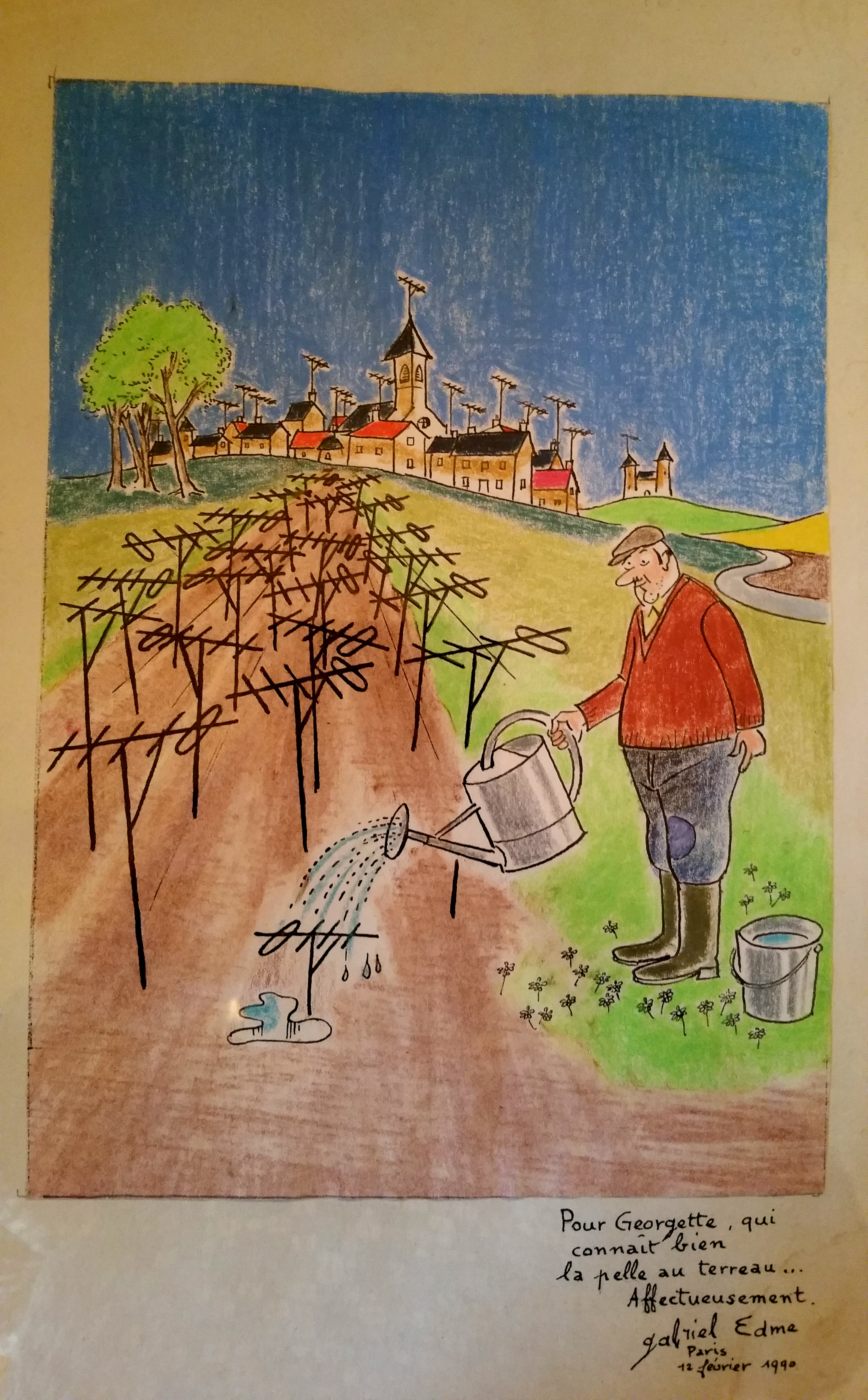

Ses parents le destinaient à l'enseignement, mais à l'occasion d'une kermesse à l'école primaire supérieure de Brive-la-Gaillarde, le directeur le chargea de faire un jeu de massacre avec la tête de ses professeurs… Le lendemain, plusieurs journaux lui commandèrent des caricatures de personnalités locales, afin d'illustrer leurs pages régionales : ainsi commença sa carrière de journaliste de presse. 
En plus de quarante ans de carrière, il a collaboré à Paris-Match, Télé-7 Jours, Constellation, Lui, Adam, France-Soir, L'Aurore, V.S.D., France-Dimanche, La Vie du Rail, L'Almanach Vermot, L'Agence Centrale de Presse, ainsi qu'à des publications étrangères.

## Publications
- L'Heure H du rugby (avec Christian Plume), Éditions Julliard, 1964.
- L'Humour vert, éditions Les Monédières, 1988.
- De mémoire d'entubé (préface de Paul Guth), éditions Les Monédières, 1991.

## Illustrations
- Visas pour l'humour (en collaboration), Éditions Denoël, 1962.
- Tout sur la pétanque, de Christian Plume, Éditions Horay, 1963.
- L'Encyclopédie des farces et attrapes (en collaboration), éditions J.J. Pauvert, 1964.
- Les Chefs-d'œuvre du rire (en collaboration), éditions Planète, 1966.
- Le naïf aux 40 enfants de Paul Guth, éditions Dalmas, 1966.
- Le Transcorrézien de Gilbert Ganne, éditions Denoël, 1980  (ISBN 978-2950755391).
- Le Curé de Marlecourt de Camille Madrange, éditions S.O.S., 1984  (ISBN 978-2718509464).
- Meterspur in der Corrèze de Stefan Hooss, autoédition, Karlsruhe, 2012

## Recueils de dessins (en collaboration)
- Sans paroles, Éditions Robert Laffont, 1954.
- The best cartoons from France, éditions Arco/Spearman, Londres, 1954.
- Love from France, éditions Popular Library, New-York, 1956.
- O la la, éditions Diogenes Tabu, Genève, 1957.
- Dessins inavouables, éditions J.J. Pauvert, 1960.
- Bizarre, éditions J.J. Pauvert, 1964.
- Knaurs lachende Welt, 700 der besten internationalen Cartoons, éditions Droemer Knaur, Müchen/Zurich, 1972.
- The world is surviving because it has been always laughin, éditions The House of Humour and Satire, Gabrovo (Bulgarie), 1973.
- Karicaturen der Welt, Cartoon 80, éditions Arbeitsgruppe Cartoon, Berlin, 1980.
- Le Livre d'or de l'Humour français 1945-1960, anthologie, éditions Hoëbeke, 1985.
- Rires en chaînes, Le Cherche midi, 1987.